# Ljuddämpare (tryckluft)

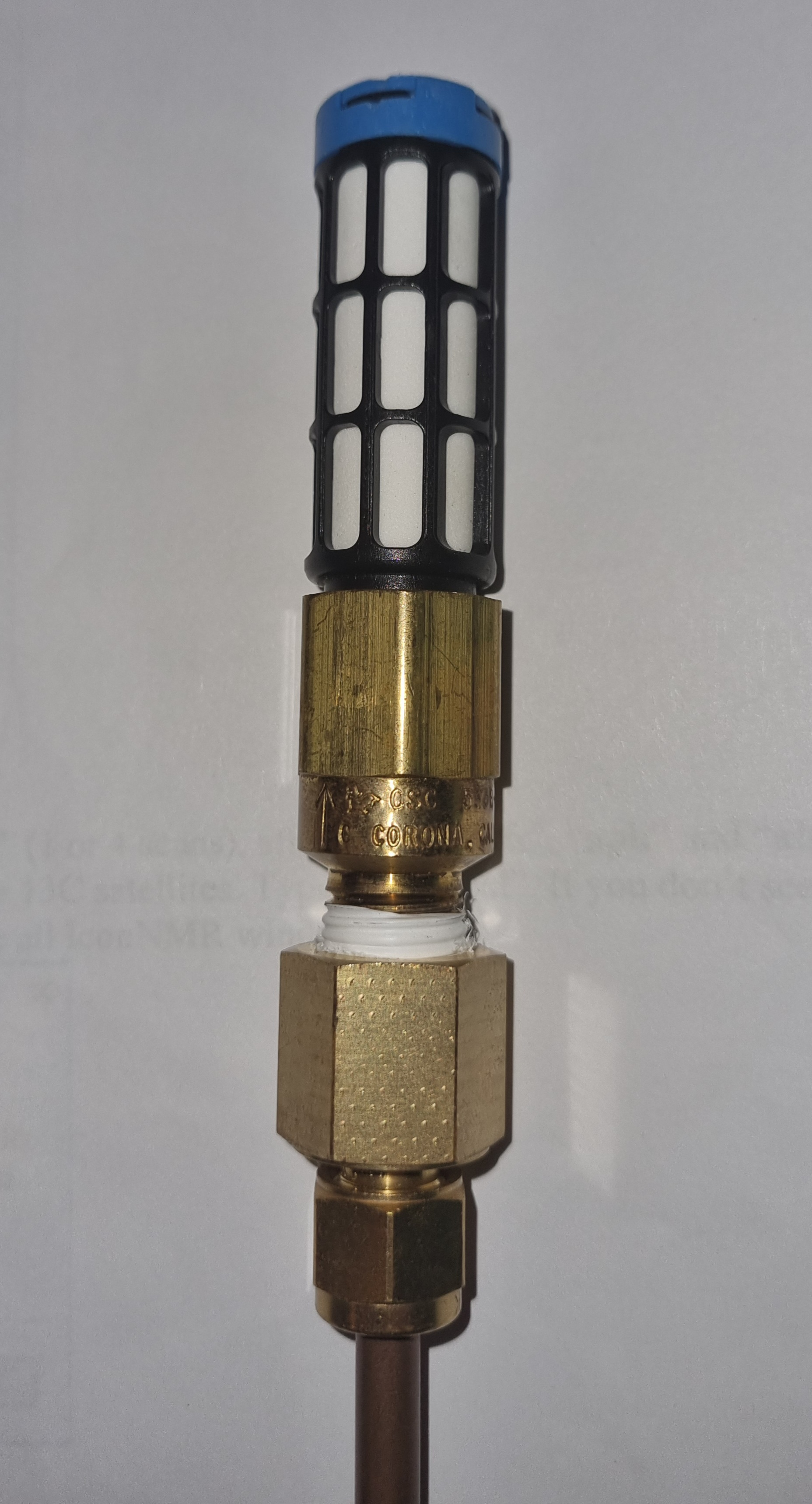
Ljuddämpare för bland annat tryckluftsmotorer.

På avluftningsventilen på en styrventil eller en kolv sitter det oftast en ljuddämpare för att ta bort blåsljudet som uppstår vid avluftning.